# Paradistræ
Paradistræ (Crassula ovata) er en sukkulent, som kan få små hvide blomster. I hjemlandet Sydafrika kan udendørs paradistræer blive 2,7 meter høje. Den kan tåle temperaturer på mellem 0 °C og 30 °C.